# 82-й истребительный авиационный полк ПВО
82-й истребительный авиационный полк ПВО (82-й иап ПВО) — воинская часть истребительной авиации ВВС РККА, принимавшая участие в боевых действиях Великой Отечественной войны, после распада СССР перешедшая под юрисдикцию Азербайджана.

## Наименования полка
- 82-й истребительный авиационный полк[1][2];
- 82-й истребительный авиационный полк ПВО[1][2];
- Войсковая часть (полевая почта) 40408[1][2].

## История и боевой путь полка
82-й истребительный авиационный полк сформирован в период с 1 марта по 1 апреля 1940 года в 60-й истребительной авиабригаде ВВС Закавказского военного округа на аэродроме Насосная на основе 4-х эскадрилий 36-го иап и 45-го иап на самолётах И-16 (приказ ВВС ЗКВО № 0010 от 7.03.1940) с постоянной дислокацией в пос. Бина.

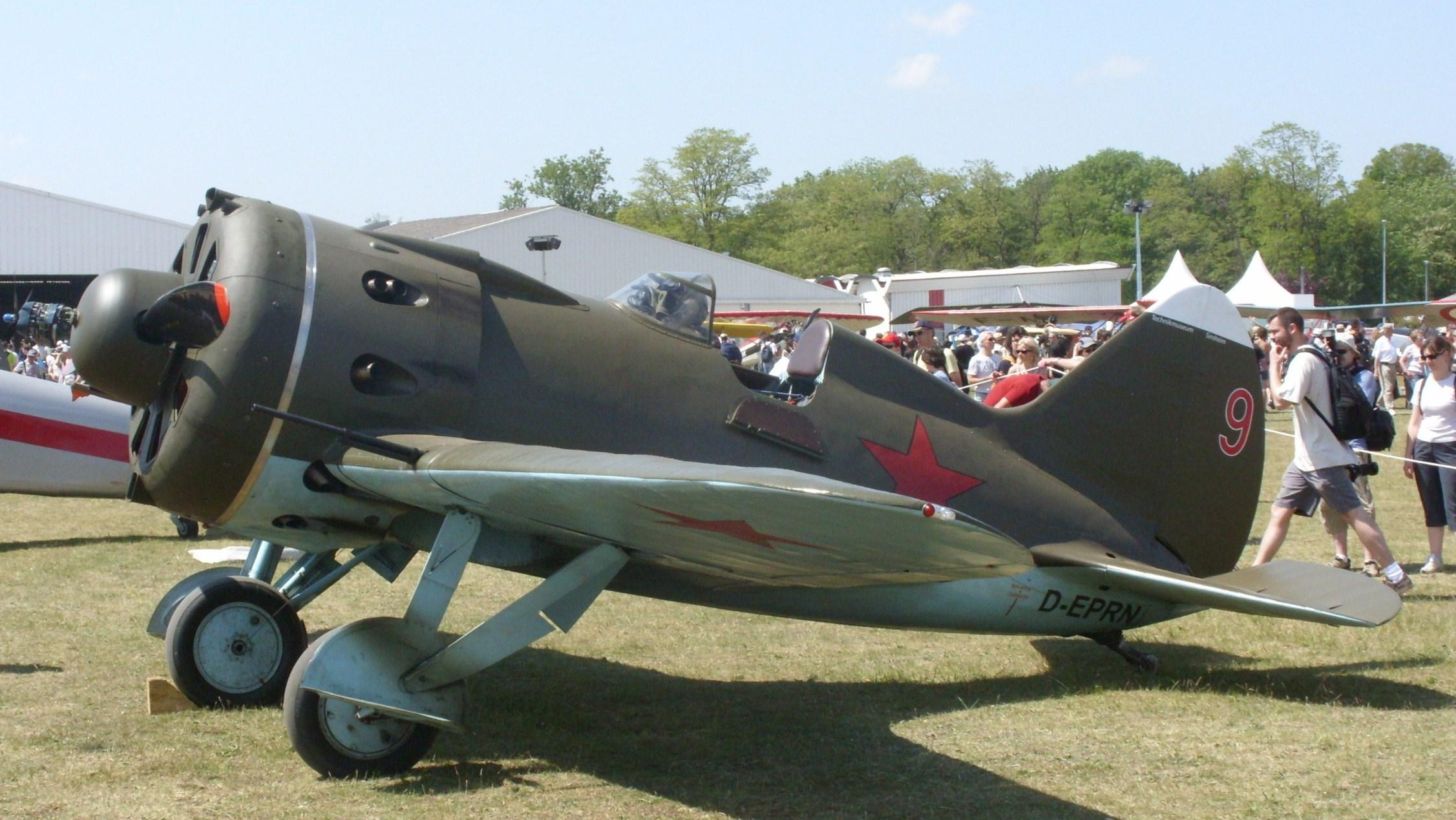
Самолёт И-16. На этом типе самолётов полк формировался в 1940 году

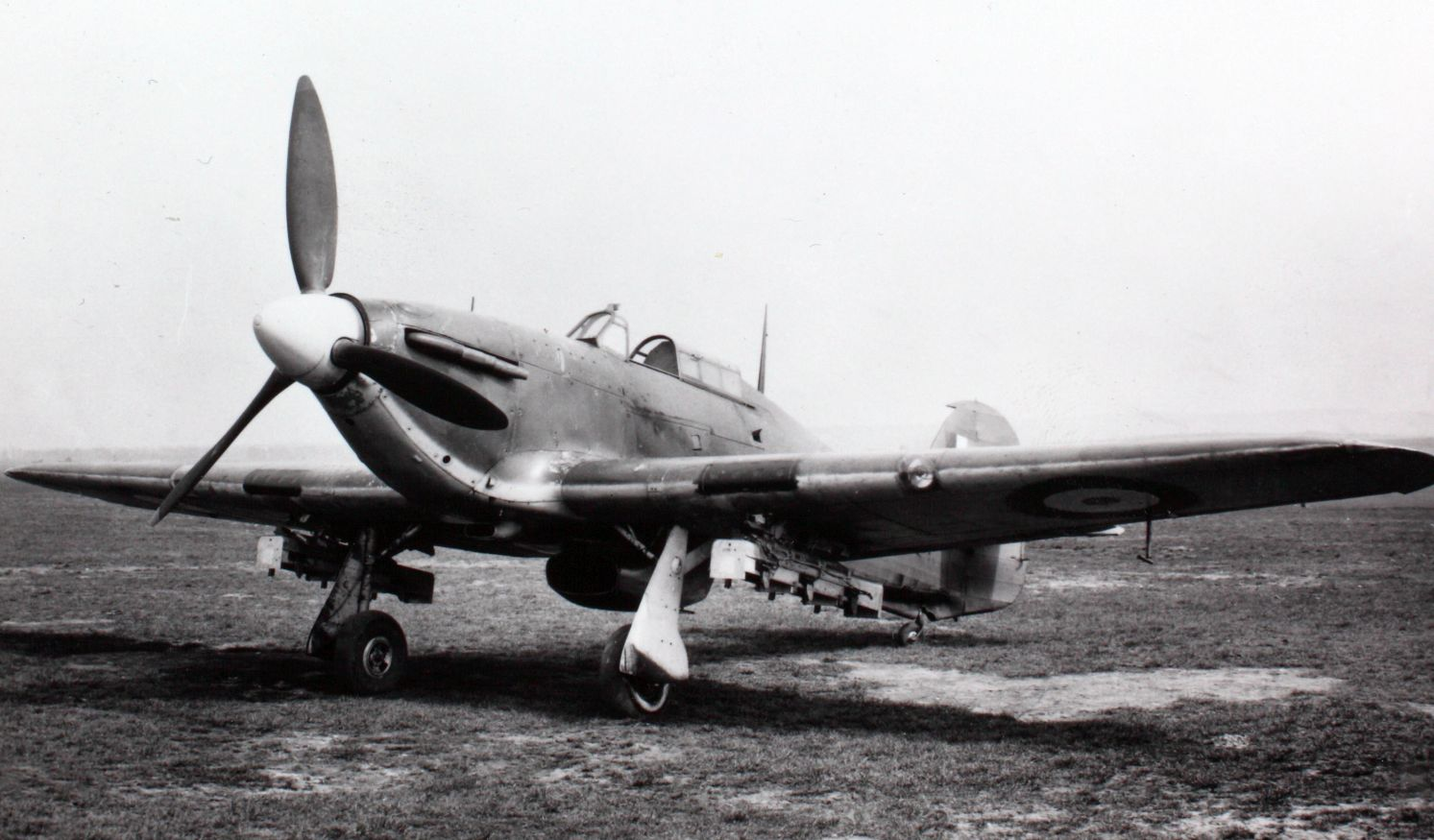
Самолёт Hawker Hurricane. Эти самолёты полк получил на вооружение в 1942 году.

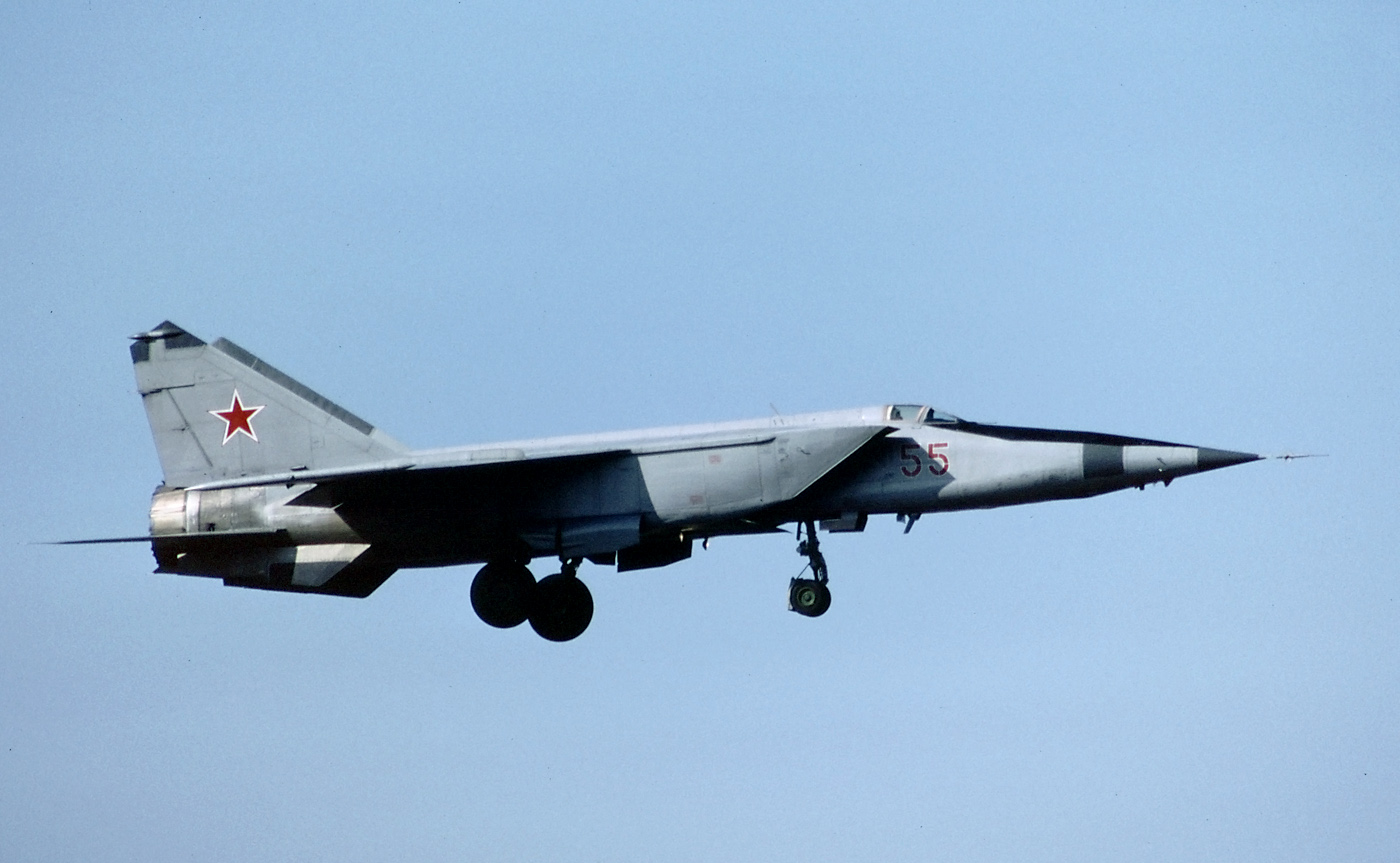
Самолёт МиГ-25. На этих самолётах полк летал до передачи в ВС Азербайджана.

C 31 июля 1940 года полк входил в 27-ю истребительную авиационную дивизию ВВС Закавказского военного округа, которая сформирована на основе 60-й истребительной авиабригады.
Великую Отечественную войну полк встретил на своём аэродроме, приступив к выполнению задач ПВО объектов города Баку и нефтеносного района. С 1 июля на базе 27-й истребительной авиационной дивизии развёрнут 8-й истребительный авиационный корпус ПВО Бакинского района ПВО, в подчинение которого и вошёл полк. С 23 ноября 1941 года полк приступил к боевой работе в составе 8-го иак ПВО на самолётах И-16. С 5 апреля 1942 года полк в составе корпуса вошёл в состав Бакинской армии ПВО Закавказской зоны ПВО, которая создана путём реорганизации Бакинского района ПВО.
В мае 1942 года полк получил на вооружение английские истребители Hawker Hurricane («Харрикейн»), на которых с 15 мая 1942 года по 30 марта 1943 года вёл боевую работу в составе 8-го иак ПВО Бакинской армии ПВО Закавказской зоны ПВО.
14 августа 1942 года одержана первая (и единственная) известная воздушная победа полка в Отечественной войне: лейтенанты Борисов и Щербинок в районе севернее города Кусары перехватили и сбили немецкий бомбардировщик Junkers Ju 88.
C 1 апреля 1944 года полк вместе с 8-м иак ПВО Бакинской армии ПВО включён в состав войск Закавказского фронта ПВО (образован на базе Закавказской зоны ПВО).
В 1944 году полк переучился на новые самолёты Як-9, на которых пролетал до 1952 года.

### Участие в операциях и битвах
- ПВО Закавказского фронта
- ПВО объектов г. Баку и нефтеносного района

### В действующей армии
В составе действующей армии:
- с 1 мая 1942 года по 31 декабря 1943 года.

### Итоги боевой деятельности полка в Великой Отечественной войне
Всего за годы войны полком сбит 1 самолёт противника (бомбардировщик).

## Командир полка
- майор Московец Пимен Корнеевич[4], 01.03.1940 - 06.1940
- майор Акулов Михаил Михайлович, 01.06.1940 — 12.1941
- капитан Гриднев, Александр Васильевич, 01.1942 — 10.1942
- майор Рожков Алексей Петрович, 12.1942 — 05.1943
- майор Востров Алексей Николаевич, 06.1943 — 06.1945

## Послевоенная история полка
Весь послевоенный период постоянно дислоцировался на аэродроме Насосная, входя в состав соединений ПВО, прикрывавших Баку и Каспийский нефтедобывающий район:
до 1950 года в 8-й истребительный авиационный корпус ПВО (с 1949 года — 49-й истребительный авиационный корпус ПВО), после его расформирования с февраля 1950 года — в 42-ю воздушную истребительную армию ПВО, С 1960 года — в состав 15-го Львовского Краснознамённого корпуса ПВО.
С 1952 года полк осваивал самолёты МиГ-15, с 1956 — МиГ-17. В 1967 году полк получил на вооружение самолёты Як-28П, а 1977 году — МиГ-25П, с 1987 года — МиГ-25 ПДС, на которых пролетал до своего расформирования. В 1991 году планировалось переучивание на Миг-31, но в связи с распадом СССР оно не состоялось. В январе 1992 года полк перешёл под юрисдикцию ВС Азербайджана.